# Diệp lục a
Diệp lục a là một dạng diệp lục cụ thể được sử dụng trong quá trình quang hợp oxy. Nó hấp thụ hầu hết năng lượng từ bước sóng của ánh sáng màu tím-xanh và đỏ cam. Nó cũng phản chiếu ánh sáng xanh lục-vàng và điều đó góp phần vào màu xanh mà ta quan sát của hầu hết các loại thực vật. Sắc tố quang hợp này rất cần thiết cho quá trình quang hợp ở sinh vật nhân thực, vi khuẩn lam và prochlorophytes vì vai trò của nó là chất cho electron chính trong chuỗi chuyền điện tử. Diệp lục a cũng chuyển năng lượng cộng hưởng trong phức hợp ăng-ten, kết thúc tại trung tâm phản ứng nơi có chất diệp lục đặc trưng P680 và P700.

## Phân phối diệp lục a
Diệp lục a rất cần thiết cho hầu hết các sinh vật quang hợp để giải phóng năng lượng hóa học nhưng không phải là sắc tố duy nhất có thể được sử dụng cho quang hợp. Tất cả các sinh vật quang hợp oxy đều sử dụng diệp lục a, nhưng khác nhau về các sắc tố phụ như diệp lục b. Diệp lục z cũng có thể được tìm thấy với số lượng rất nhỏ trong các vi khuẩn lưu huỳnh màu lục, một sinh vật quang dưỡng yếm khí. Những sinh vật này sử dụng bacteriochlorophyll và một số chất diệp lục nhưng không tạo ra oxy. Sự quang hợp anoxygenic là thuật ngữ được áp dụng cho quá trình này, không giống như quang hợp oxy, nơi oxy được tạo ra trong các phản ứng quang hợp của ánh sáng.

## Cấu trúc phân tử
Cấu trúc phân tử của diệp lục a bao gồm một vòng clorin, có bốn nguyên tử nitơ bao quanh một nguyên tử magie trung tâm, và có một số chuỗi bên khác và đuôi hydrocarbon.
|                                                               |  |
| Cấu trúc của diệp lục a phân tử cho thấy đuôi hydrocarbon dài |  |

### Vòng clorin

Clorin, cấu trúc vòng trung tâm của diệp lục a

Diệp lục a chứa một ion magnesi được bọc trong một cấu trúc vòng lớn được gọi là clorin. Vòng clorin là một hợp chất dị vòng có nguồn gốc từ pyrrole. Bốn nguyên tử nitơ từ vòm clorin và liên kết với nguyên tử magnesi. Magnesi trung tâm duy nhất quyết định cấu trúc một phân tử diệp lục. Vòng porphyrin của bacteriochlorophyll được bão hòa, và thiếu xen kẽ các liên kết đôi và đơn gây ra sự biến đổi trong hấp thụ ánh sáng.

### Chuỗi bên

CH_{3} (đóng khung xanh) là nhóm methyl ở vị trí C-7 của diệp lục a

Các chuỗi bên được gắn vào vòng chlorin của các phân tử chất diệp lục khác nhau. Các chuỗi bên khác nhau mô tả từng loại phân tử chất diệp lục và làm thay đổi phổ hấp thụ ánh sáng. Ví dụ, sự khác biệt duy nhất giữa diệp lục a và diệp lục b là diệp lục b có một aldehyde thay vì một nhóm methyl ở vị trí C-7.

### Đuôi Hydrocarbon
Diệp lục a có một đuôi chất kị nước dài, là nơi liên kết các phân tử protein khác kị nước trong màng thylakoid của lục lạp. Sau khi tách ra khỏi vòng porphyrin, đuôi hydrocarbon dài này trở thành tiền chất của hai trạng thái sinh học, pristane và phytane, điều này quan trọng trong nghiên cứu địa hóa học và xác định nguồn dầu mỏ.

## Sinh tổng hợp
Diệp lục a trao đổi chất sử dụng một loạt các enzym. Gen mã hóa cho các enzym trên Mg-tetrapyrroles của cả hai bacteriochlorophyll và chlorophyll a. Nó bắt đầu với axit glutamic, được chuyển thành một axit 5-aminolevulinic (ALA). Hai phân tử ALA sau đó được giảm xuống thành porphobilinogen (PBG), và bốn phân tử PBG sau đó được ghép lại, tạo thành protoporphyrin IX. Khi hình thành protoporphyrin, Mg chelatase đóng vai trò như một chất xúc tác cho việc đưa Mg vào cấu trúc diệp lục a. Con đường này sau đó sử dụng hoặc là một quá trình phụ thuộc ánh sáng, thúc đẩy bởi enzyme protochlorophyllide oxidoreductase. Protochlorophyllide là tiền thân của quá trình sản xuất diệp lục a phân tử, hoặc một quá trình độc lập với ánh sáng được thúc đẩy bởi các enzym khác, tạo thành một vòng tuần hoàn và giảm một vòng khác trong cấu trúc. Gắn đuôi phytol hoàn thành quá trình sinh tổng hợp chất diệp lục.

## Phản ứng quang hợp

### Hấp thụ ánh sáng

#### Quang phổ ánh sáng

Phổ hấp thụ của diệp lục a và chất diệp lục b. Việc sử dụng cả hai cùng nhau tăng cường kích thước của sự hấp thụ ánh sáng để tạo ra năng lượng.

Diệp lục a hấp thụ ánh sáng trong các bước sóng tím, xanh lam và đỏ trong khi chủ yếu phản chiếu màu xanh lá cây. Phản xạ này cho chất diệp lục xuất hiện màu xanh lá cây của nó. Các chất màu quang hợp phụ kiện mở rộng phổ hấp thụ ánh sáng, tăng phạm vi bước sóng có thể được sử dụng trong quang hợp. Việc bổ sung diệp lục b bên cạnh diệp lục a kéo dài phổ hấp thụ. Trong điều kiện ánh sáng yếu, thực vật tạo ra tỷ lệ lớn hơn là diệp lục b so với diệp lục a phân tử, làm tăng năng suất quang hợp.